# Taz Taylor
Дэнни Ли Снодграсс-младший (англ. Danny Lee Snodgrass Jr.; род. 20 октября 1992, Джэксонвилл, Флорида, США), более известный как Taz Taylor — американский продюсер, автор песен, основатель и исполнительный директор Internet Money, творческого коллектива и звукозаписывающего лейбла.
Таз бросил школу в 7 классе и начал продюсировать треки, чтобы помогать своей семье. Наиболее известен как продюсер таких исполнителей как XXXTentacion, Juice WRLD, Lil Tecca. В России известен как продюсер совместного трека Flesh и Lizer «False Mirror» с одноимённого альбома, а также как композитор песни «Забирай всё что хочешь» от рэпера Face.

## Ранняя жизнь
Тэйлор вырос в Джексонвилле, штат Флорида. В детстве играл на барабанах и гитаре, однако потерял интерес к игре на музыкальных инструментах после того, как бросил школу. Первый свой бит продал за 250 долларов, после чего полностью посвятил себя битмейкингу.

## Музыкальная карьера
В возрасте 18 лет у его матери обнаружили рак. Чтобы оплачивать счета, Таз рассылал свои биты по имейлу разным исполнителям и указывал ссылку на свой PayPal кошелек. За несколько месяцев ему удалось заработать 10000 долларов. Таз постепенно набирал популярность, постепенно набирая обороты. В 2016 сотрудничал с Desiigner и Треем Сонгзом, что дало ему возможность подписать контракты с лейблами Warner Chappell Music и Atlantic Records.